# Laminar Research
Laminar Research est une compagnie de développement de jeux vidéo ayant son siège social en Caroline du Sud, connue pour son simulateur de vol, X-Plane. Elle a été créée par Austin Meyer en 1995.
En 2004, Laminar Research a sorti le jeu Space Combat.
En octobre 2012, Laminar Research a annoncé qu'elle était poursuivie par Uniloc (en) pour une prétendue contrefaçon de brevet. Austin Meyer a produit un film documentaire sur cette expérience intitulé The Patent Scam.
En mai 2017, le logiciel de Simulateur de vol X-Plane 11 est sorti. Il est disponible en version grand public et en version professionnelle certifiable de la Federal Aviation Administration.